# Roy L. Dennis
Roy Lee „Rocky“ Dennis (* 4. Dezember 1961 Glendora, Kalifornien; † 4. Oktober 1978 ebenda) war ein US-amerikanischer Junge, bei dem eine Kraniodiaphysäre Dysplasie diagnostiziert worden war, eine äußerst seltene sklerotischen Knochenerkrankung, die in der Regel zu neurologischen Störungen und zum Tod im Kindes- oder Teenageralter führt.
Sein Leben war die Grundlage für das Filmdrama Die Maske von Peter Bogdanovich aus dem Jahr 1985.

## Leben
Rocky Dennis wurde in Glendora, Kalifornien als Sohn von Florence „Rusty“ Tullis geboren, sein Stiefvater war Roy Dennis. Im Alter von zwei Jahren wurde bei ihm eine Kraniodiaphysäre Dysplasie (auch bekannt als CDD oder Lionitis) diagnostiziert, eine äußerst seltene Krankheit, die bei etwa einer von 22 Millionen Geburten auftritt und von der bisher weniger als 20 Fälle registriert wurden. Lionitis ist eine Knochenerkrankung, bei der sich Calcium im Schädel ansammelt. Aufgrund der wenigen bekannten Fälle sagten die Ärzte voraus, dass der Druck durch die Calciumablagerungen Dennis’ Gesicht deformieren, sein Seh- und Hörvermögen bis zur Blind- und Taubheit beeinträchtigen und auch sein Gehirn schädigen würden. Sie prognostizierten für ihn eine Lebensdauer von etwa sieben Jahren.
Entgegen der Prognosen der Ärzte gelang es Dennis jedoch trotz Sehbehinderung, Hörproblemen und heftiger Kopfschmerzen, einige Dinge zu tun, die zunächst unmöglich schienen. So lernte er lesen und begann im Alter von sechs Jahren mit der Schule. Er wiederholte zwar die erste Klasse, absolvierte dann aber einen normalen Bildungsweg bis zum Alter von 16 Jahren. Dennis lehnte es ab, sich operieren zu lassen, um seine Gesichtsfehlbildung zu korrigieren. Er lebte in Azusa und Covina im US-Bundesstaat Kalifornien zusammen mit seinem Halbbruder Joshua bei seinen Eltern und besuchte die Ben Lomond Elementary School. Nachdem seine Mutter die Familie verlassen hatte, wurde Dennis eine Zeit lang von seinem Stiefvater und seiner Stiefmutter sowie seiner Großmutter aufgezogen.
Dennis starb am 4. Oktober 1978. Die offizielle Todesursache war ein plötzlicher Herztod, der nicht zweifelsfrei mit seiner kraniodiaphysären Dysplasie in Zusammenhang gebracht werden kann. Dennis’ Leiche wurde dem Ronald Reagan UCLA Medical Center gespendet.
Dennis’ älterer Halbbruder, Joshua „John“ Mason, litt an der Immunschwächekrankheit AIDS und starb 1987 im Alter von 32 Jahren an den Folgen der Krankheit. Er wird im Film Die Maske nicht erwähnt. Seine Mutter Rusty Tullis starb am 11. November 2006 im Alter von 70 Jahren nach einem Motorradunfall an den Folgen einer Infektion.

## Rezeption
Während einer Ausbildung im Harbor General Hospital lernte Anna Hamilton Phelan Roy L. Dennis und später auch dessen Mutter kennen, von der sie die Rechte für die Lebensgeschichte ihres Sohnes erwarb. Während eines Drehbuch-Kurses bei Syd Field verfasste sie das Drehbuch zu Die Maske, das 1985 von Regisseur Peter Bogdanovich verfilmt wurde.
Später adaptierte Phelan ihr Drehbuch in das Bühnenmusical Mask mit Musik von Barry Mann und dessen Ehefrau Cynthia Weil. Das Musical wurde am 12. März 2008 im Pasadena Playhouse in Kalifornien uraufgeführt.
Der schwedische Popmusiker Jens Lekman veröffentlichte selbst einen Song mit dem Titel „Rocky Dennis’ Farewell Song to the Blind Girl“, was dazu führte, dass DJs den Musiker fälschlicherweise Rocky Dennis nannten. Lekman stellte mit der Veröffentlichung von Rocky Dennis in Heaven, einer EP mit vier Songs über Dennis und seine Filmdarstellung, klar, dass es in dem Song nicht um ihn selbst gehe.